# Pitcairnia pteropoda
Pitcairnia pteropoda är en gräsväxtart som beskrevs av Lyman Bradford Smith. Pitcairnia pteropoda ingår i släktet Pitcairnia och familjen Bromeliaceae. Inga underarter finns listade i Catalogue of Life.